# Sant Pere de Camprodon
Sant Pere de Camprodon és un monestir benedictí situat a l'actual vila de Camprodon, al Ripollès.

## Història
Establert vers el 950 pel Guifré II de Besalú, actualment només en resta l'església romànica consagrada el 1169 i edificada sobre una anterior consagrada el 904.
El monestir, que aviat conegué una forta expansió religiosa i patrimonial, fou unit el 1078 a l'abadia de Moissac, filial de Cluny, de la qual no se separà fins al segle xv (1461), moment en què ja havia iniciat el seu declivi.
La seva església, bastida sobre un temple anterior que havia estat consagrat el 904 pel bisbe Servusdei de Girona, fou novament consagrada el 1169. El seu claustre, coetani, s'arruïnà a causa dels terratrèmols del 1428 i ja no fou reconstruït. Abandonat des de l'exclaustració de 1835, la restauració del monestir fou empresa a partir del 1897 per l'arquitecte Antoni Serrallach, al mateix temps que Elies Rogent i Francesc de Paula Villar elaboraven un projecte de restauració. La restauració definitiva, tanmateix, no tingué lloc fins als anys 1928-32, sota la direcció de l'arquitecte Jeroni Martorell. L'edifici monàstic i alguna altra dependència annexa foren enderrocats aleshores, a causa del seu estat ruïnós.

## Església
L'església, erigida a mitjan segle xii, és un edifici de línies austeres amb influències de l'art cistercenc. Té planta de creu llatina, amb cinc absis quadrats, el més gran dels quals té la mateixa amplada de la nau, i els dos de cada costat oberts als braços del transsepte. La volta que cobreix la nau és apuntada, reforçada per arcs torals. Sobre el creuer s'aixeca una cúpula revestida exteriorment d'una llanterna octogonal, que fa de base al campanar de torre, de dos pisos.
L'església posseïa un claustre, no conservat, però que devia ser del segle xii, a jutjar per alguns capitells que n'han quedat.

## Llista d'abats
| Període   | Nom                            | Ressenya Biogràfica                                                                |
| --------- | ------------------------------ | ---------------------------------------------------------------------------------- |
| 948-957   | Gaufred                        |                                                                                    |
| 963-966   | Teodoric                       |                                                                                    |
| 966-969   | Aula                           |                                                                                    |
| 976-991   | Dodó                           |                                                                                    |
| 1003-1006 | Delan                          |                                                                                    |
| 1013-     | Odó                            |                                                                                    |
| 1016-1042 | Bonfill                        |                                                                                    |
| 1067-     | Bernat                         |                                                                                    |
| 1074-1102 | Berenguer                      |                                                                                    |
| 1106-1112 | Pere                           |                                                                                    |
| 1113-     | Miquel                         |                                                                                    |
| 1118-1121 | Gregori                        |                                                                                    |
| 1122-1130 | Pere                           |                                                                                    |
| 1132-     | Esteve                         |                                                                                    |
| 1137-     | Bernat                         |                                                                                    |
| 1139-1141 | Vidal                          |                                                                                    |
| 1143-     | Berenguer                      |                                                                                    |
| 1165-1169 | Pere                           |                                                                                    |
| 1170-1187 | Bernat de Sesguisoles          |                                                                                    |
| 1187-1195 | Guiu                           |                                                                                    |
| 1195-     | Robert                         |                                                                                    |
| 1196-1209 | Bernat                         |                                                                                    |
| 1209-1220 | Berenguer de Rocams            |                                                                                    |
| 1220-     | Ramon                          |                                                                                    |
| 1222-     | Robert de Bastida              |                                                                                    |
| 1223-1226 | Berenguer                      |                                                                                    |
| 1227-     | Pere                           |                                                                                    |
| 1229-     | Guiu                           |                                                                                    |
| 1230-1235 | Berenguer de Maçanet           |                                                                                    |
| 1235-     | Bernat Desbach                 |                                                                                    |
| 1238-     | Bernat de Milhaud              |                                                                                    |
| 1240-1249 | Pere de Corts                  |                                                                                    |
| 1249-1255 | Guiu                           |                                                                                    |
| 1256-1268 | Mateu                          |                                                                                    |
| 1268-1270 | Guillem                        |                                                                                    |
| 1270-     | Pere                           |                                                                                    |
| 1273-1311 | Guillem Oller                  |                                                                                    |
| 1311-     | Francesc                       |                                                                                    |
| 1313-     | Berenguer Pla                  |                                                                                    |
| 1313-1316 | Hug                            |                                                                                    |
| 1316-1322 | Ramon                          |                                                                                    |
| 1323-     | Arnau                          |                                                                                    |
| 1324-1325 | Gispert                        |                                                                                    |
| 1325-1348 | Ramon de Guixà                 |                                                                                    |
| 1348-1361 | Bernat de Folcrà               |                                                                                    |
| 1361-1363 | Francesc d'Olina               |                                                                                    |
| 1363-1368 | Francesc                       |                                                                                    |
| 1371-1397 | Pere                           |                                                                                    |
| 1397-1400 | Jaume                          |                                                                                    |
| 1401-1416 | Pere                           |                                                                                    |
| 1416-1419 | Jaume                          |                                                                                    |
| 1422-1425 | Berenguer                      |                                                                                    |
| 1425-1463 | Pere de Sanadal                |                                                                                    |
| 1470-1514 | Bernat Esteve                  |                                                                                    |
| 1515-1518 | Francesc de Remolins           |                                                                                    |
| 1518-1539 | Joan Pasqual                   |                                                                                    |
| 1544-1560 | Antoni Llorenç Valentí         |                                                                                    |
| 1560-1573 | Carles Domènech                |                                                                                    |
| 1574-1593 | Bernat de Cardona i de Queralt | 80è President de la Generalitat de Catalunya                                       |
| 1597-1606 | Jeroni de Tort                 |                                                                                    |
| 1606-1615 | Felip Jordi                    |                                                                                    |
| 1615-1620 | Antoni Carmona                 |                                                                                    |
| 1620-1627 | Francesc Llordat               |                                                                                    |
| 1627-1629 | Jaume Busquets                 |                                                                                    |
| 1630-1640 | Pere de Finot                  |                                                                                    |
| 1640-1643 | Andreu Pont                    | 98è President de la Generalitat de Catalunya Abat de Santa Maria d'Amer i de Roses |
| 1643-1645 | Francesc Monfart               |                                                                                    |
| 1645-1676 | Josep de Magarola i de Grau    | 104è President de la Generalitat de Catalunya                                      |
| 1677-1684 | Benet Rocabertí                |                                                                                    |
| 1685-1695 | Baltasar Muntaner              |                                                                                    |
| 1695-1706 | Genadi Colom                   |                                                                                    |
| 1710-1735 | Galderic Sanjust               |                                                                                    |
| 1735-1743 | Francesc de Copons             |                                                                                    |
| 1746-1749 | Pere Trellas                   |                                                                                    |
| 1780-1785 | Ignasi de Francolí             |                                                                                    |
| 1786-1801 | Joaquim de Parrella            |                                                                                    |
| 1802-1805 | Baltasar Baldrich              |                                                                                    |
| 1825-1835 | Miquel de Parrella             |                                                                                    |